# Fusciacca

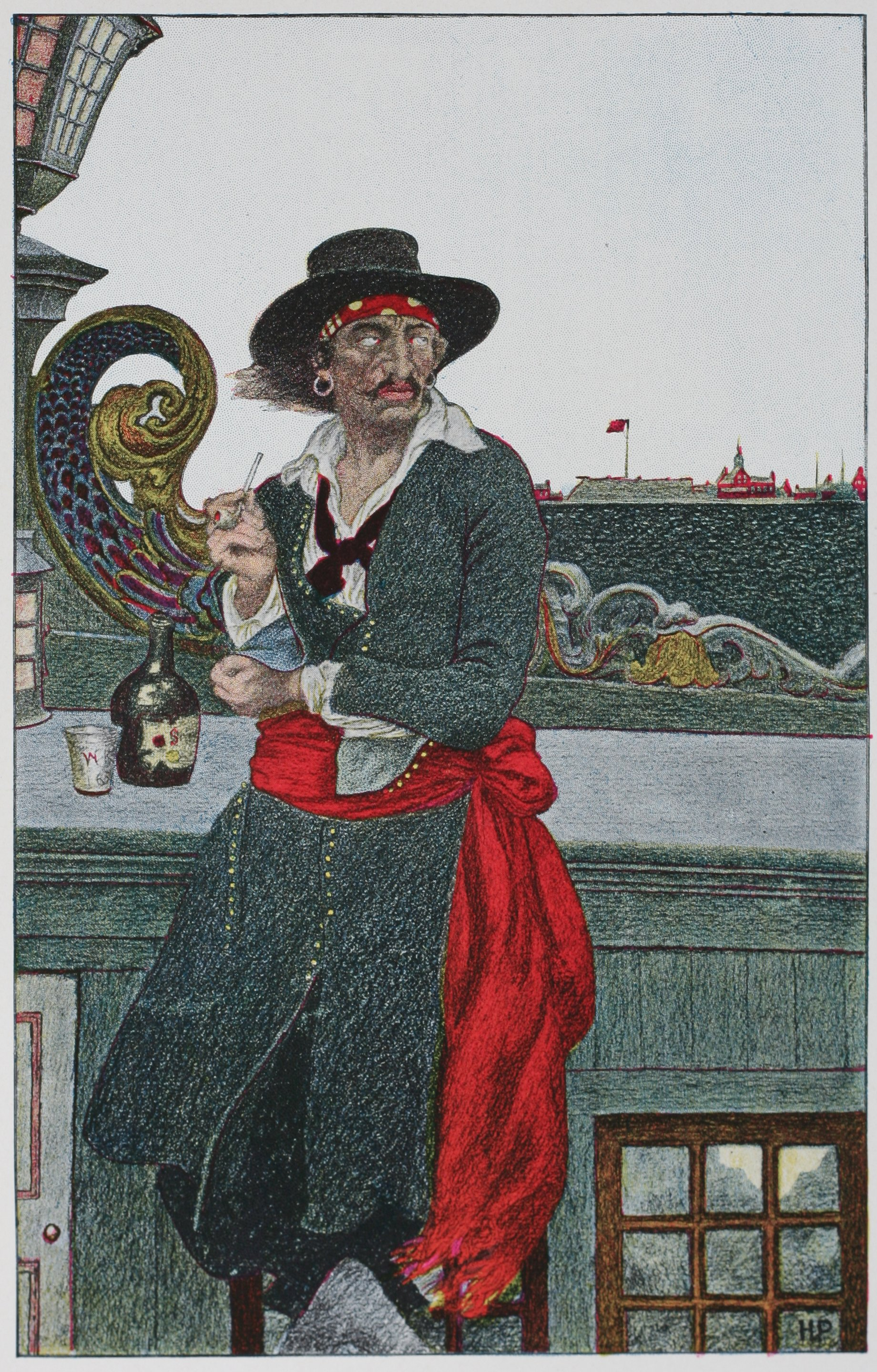
Un dipinto raffigurante il pirata William Kidd che indossa una fusciacca rossa

La fusciacca è un accessorio di abbigliamento costituito da una lunga sciarpa, talvolta con frange, che si annoda sui fianchi o intorno alla vita come una fascia.

## Uniformi
Una fusciacca azzurra, portata sotto il cinturone, è caratteristica dell'uniforme della Legione straniera francese.